# Weißstirnlerche

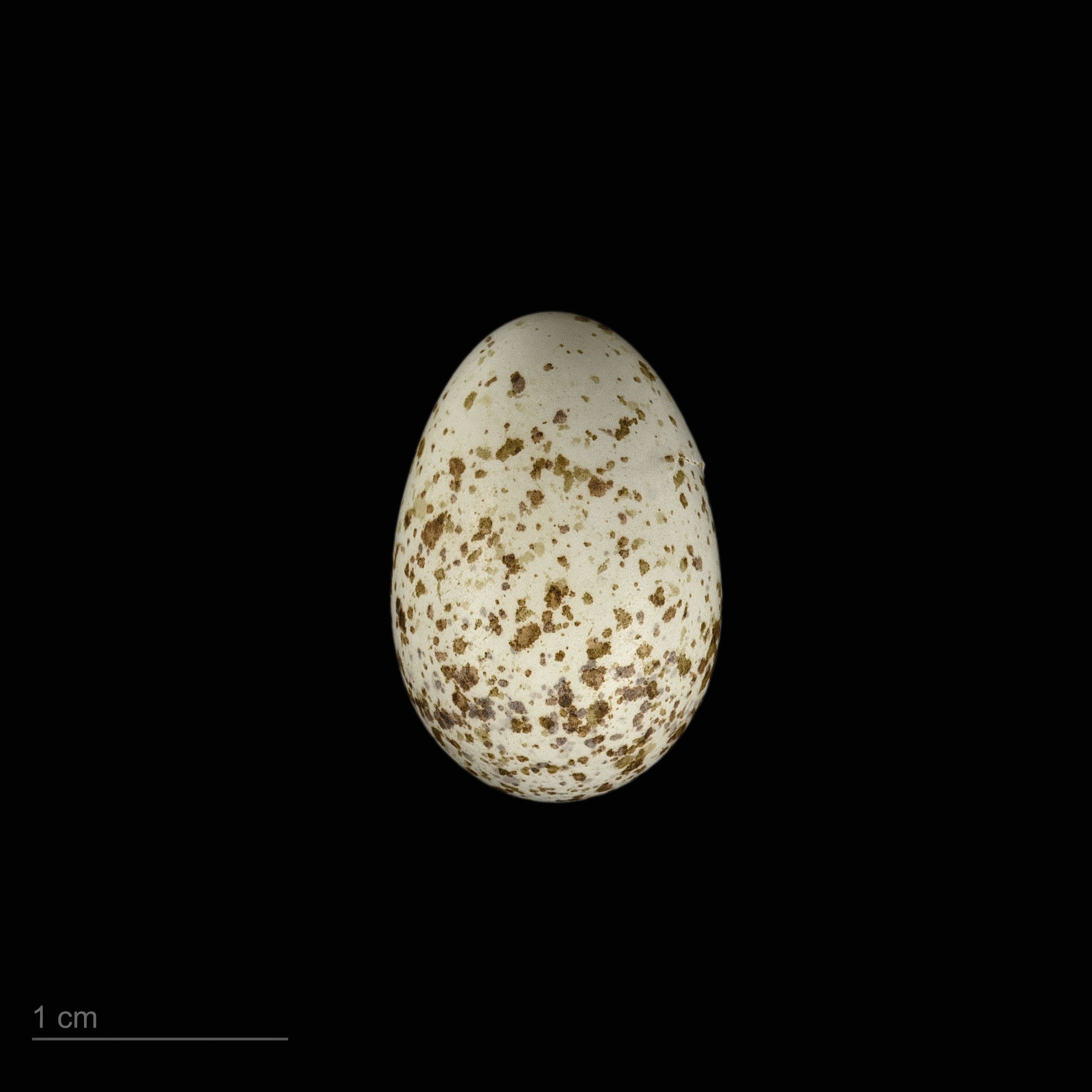
Eremopterix nigriceps nigriceps, Sammlung Museum von Toulouse

Die Weißstirnlerche (Eremopterix nigriceps) ist eine Art aus der Familie der Lerchen. Es handelt sich um eine sehr kleine, finkenähnliche Lerche, die einen dicken kurzen Schnabel hat. Sie ist etwa um 35 Prozent kleiner als eine Feldlerche. Ihr Verbreitungsgebiet reicht von Afrika bis nach Vorderindien. Es werden vier Unterarten unterschieden.
Die IUCN stuft die Weißstirnlerche als ungefährdet (least concern) ein.

## Stellung in der GattungEremopterix
Die Stellung der Weißstirnlerche innerhalb der Gattung Eremopterix ist noch nicht geklärt. Einige Autoren halten es für denkbar, dass die Weißstirnlerche mit der Graurückenlerche, der Harlekinlerche und der Braunscheitellerche eine Superspecies bildet. Andere Autoren sind der Ansicht, dass die Weißstirnlerche am engsten mit der Grauscheitellerche verwandt ist.

## Merkmale
Die Weißstirnlerche erreicht eine Körperlänge von etwa 10 bis 12 Zentimetern, wovon 4 bis 4,8 Zentimeter auf den Schwanz entfallen. Der Schnabel misst vom Schädel aus gemessen 1,24 bis 1,36 Zentimeter. Sie wiegt etwa 12 bis 16 Gramm. Es besteht ein ausgeprägter Geschlechtsdimorphismus.
Beim Männchen sind die Stirn, der Nacken, der Hinterhals, die Wangen, die Ohrdecken, der Vorderhals und die Halsseiten weiß. Vom Kinn und der Schnabelbasis verläuft über die Augen ein schwarzes Band zum Scheitel, der gleichfalls schwarz ist. Die Körperoberseite ist ansonsten bräunlich grau, die Säume der einzelnen Federn sind jeweils etwas heller. Die Oberschwanzdecken sind gelbbraun. Die Körperunterseite ist bis auf je einen weißen Fleck auf jeder Brustseite schwarz. Die Arm- und Handschwingen sind dunkelbraun mit schmalen gelbbraunen Säumen. Das Schwanzgefieder ist schwärzlich braun, dabei ist das mittlere Steuerfederpaar weißlich bis graubraun gesäumt. Die sechste (äußerste) Steuerfeder hat einen breiten gelbbraunen Rand. Der Schnabel ist hornfarben, die Iris ist braun.
Das Weibchen hat einen rötlich-zimtfarbenen Kopf, der durch die dunklen Federschäfte gestrichelt wirkt. Der Augenring ist gelbbraun, der Überaugenstreif ist fast nicht erkennbar. Die übrige Körperoberseite ist gelbbraun. Die Körperunterseite ist hell gelbbraun. Einzelne Individuen haben an Kinn, Hals oder Unterbauch gelegentlich einen grauen bis schwärzlichen Fleck. Die Hand- und Armschwingen sind graubraun und haben rötlich-zimtfarbene Säume.
Jungvögel ähneln zunächst dem adulten Weibchen.

## Verbreitungsgebiet der Unterarten und Lebensraum

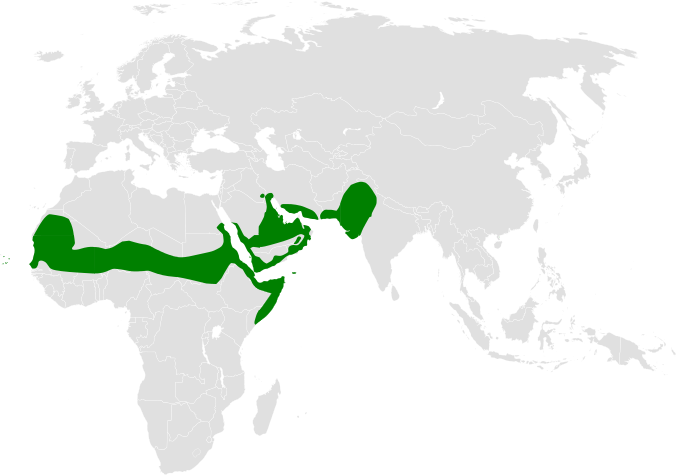
Verbreitungsgebiet der Weißstirnlerche

Es werden vier Unterarten unterschieden:
- E. n. nigriceps (Gould, 1839) – Nominatform. Vorkommen auf den Kapverdischen Inseln.
- E. n. albifrons (Sundevall, 1850) – Vorkommen von Mauretanien und Senegal bis in den Sudan.
- E. n. melanauchen (Cabanis, 1851) – Vorkommen vom Osten des Sudans bis Somalia, arabische Halbinsel und Sokotra.
- E. n. affinis (Blyth, 1867) – Vorkommen vom Südosten des Iran bis nach Pakistan und dem Nordwesten Indiens.

Die Weißstirnlerche ist ein Stand- und Strichvogel. Außerhalb der Brutzeit nomadisiert die Art in seinem Verbreitungsgebiet. Dabei kann es zu beträchtlichen Wanderungsbewegungen kommen. Als Irrgast wurde die Weißstirnlerche bereits in Israel und Algerien nachgewiesen.
Der Lebensraum der Weißstirnlerche sind Halbwüsten, Savannen und Steppen. Sie kommt besonders häufig auf sandigen Böden vor und präferiert Regionen mit einem Bestand an Rispenhirsen und Aristida.

## Lebensweise
Die Weißstirnlerche frisst überwiegend Grassamen, andere Sämereien und daneben in geringerem Umfang Insekten wie Feldheuschrecken und Käfer. Ihre Nahrung findet die Weißstirnlerche ausschließlich auf dem Boden. Tagsüber hält sich die Weißstirnlerche überwiegend im Schatten von Gebüschen auf.
Der Singflug des Männchens ist sehr auffällig: Es steigt steil auf, bis es eine Höhe von sechs bis zehn Metern über dem Erdboden erreicht hat. Es lässt sich dann fallschirmartig herabschweben, dieser Schwebeflug wird durch ein schmetterlingsähnliches Flattern mit über den Rücken gehaltenen Flügeln unterbrochen.
Die Weißstirnlerche ist ein opportunistischer Brutvogel, der meist nach den Regenfällen brütet. Wie alle Lerchen ist auch die Weißstirnlerche ein Bodenbrüter. Das Nest ist lerchentypische und wird im Schutz eines Grasbüschels oder von Steinen angelegt. Der Nestnapf wird mit Gras, Haaren und Federn ausgelegt. Das Nest wird ausschließlich vom Weibchen gebaut. Das Gelege umfasst in der Regel zwei, nur in Ausnahmefällen auch drei Eier. Die Eier haben ein Frischvollgewicht von 1,88 Gramm. Beide Elternvögel sind an der Brut beteiligt, es brütet jedoch überwiegend das Weibchen. Die Nestlinge verlassen gewöhnlich nach ihrem achten Lebenstag das Nest.

## Einzelbelege
1. 1 2 3  Pätzold: Kompendium der Lerchen. S. 161.
2. 1 2 3 4   Handbook of the Birds of the World zur Weißstirnlerche, aufgerufen am 13. März 2017
3. ↑  Pätzold: Kompendium der Lerchen. S. 160.
4. 1 2 3  Pätzold: Kompendium der Lerchen. S. 162.